# A Carne
A Carne (1888) é o título do principal romance de Júlio Ribeiro, escritor naturalista brasileiro, patrono da cadeira 24 da Academia Brasileira de Letras.

## Release
Abordando temas polêmicos para a época, o autor granjeou com esta obra grande polêmica, em especial com o clero católico. Afora a questão moral, também traz referência ao impacto causado pela obra de Charles Darwin nas pessoas comuns.
Narrando uma paixão proibida, versa sobre assuntos que apenas no final do século XX passaram a ser legalizados no Brasil – como, por exemplo, o divórcio.
O livro conta a história de Lenita, uma jovem inexperiente, que tem um romance com um homem separado da esposa, Manuel Barbosa.

### Sensualidade e razão
Surpreendendo pelo teor, A Carne expõe os anseios sexuais femininos, sobrepujando o lado racional. Lenita, a personagem central, vê-se órfã e solteira – num tempo onde as mulheres ocupavam um papel de extrema dependência ao elemento masculino. Bem instruída e já com 22 anos, não sabe entretanto lidar com os fatos da vida.
Vai, então, morar com um velho fazendeiro que criara o seu pai e, ali, conhece o filho deste, Manuel. O autor relata as descobertas paulatinas da jovem: primeiro, o próprio corpo, num banho de rio. A sensualidade crua do campo, entre os animais, narrada sem meias palavras, choca e desperta.
"Espírito culto, em vez de julgá-lo imoral e sujo, como se praz a sociedade hipócrita em representá-lo, ela achou-o grandioso e nobre em sua adorável simplicidade."
E, tendo no filho de seu hospedeiro o alvo dos desejos, espera que lhe corresponda – o que finalmente acontece. Das tertúlias aos encontros eróticos, tudo evolui para um tórrido romance. Entretanto, não existindo meios para contracepção, Lenita fica grávida: o romance cede, então, lugar para a tragédia amorosa.

## Excerto
Para ilustrar a sensualidade contida na obra – bem como o seu efeito sobre a conservadora sociedade da época, já nos primeiros capítulos Ribeiro narra assim a cena do  banho de Lenita, no açude da fazenda em que se hospedara:

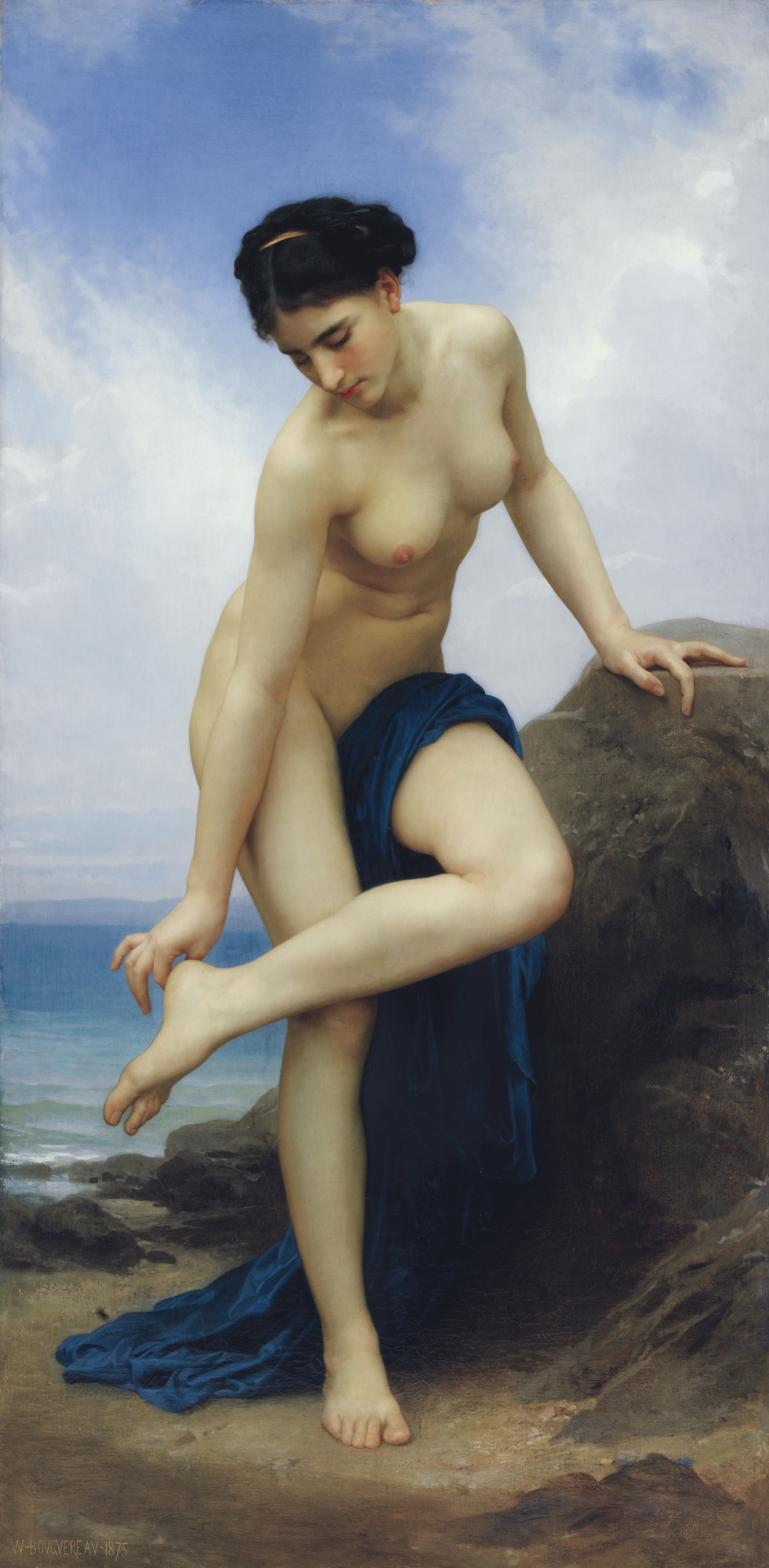
Bouguereau - "após o banho".

Depôs a espingarda e junto dela o chapéu de palha, de abas largas, que a protegia nesses passeios, começou a despir-se.
Tirou o paletozinho, o corpete espartilhado, depois a saia preta, as anáguas.
Em camisa, baixou a cabeça, levou as mãos à nuca para prender as tranças e, enquanto o fazia, remirava complacente, no cabeção alvo, os seios erguidos, duros, cetinados, betados aqui e ali de uma veiazinha azul.
E aspirava com delícias, por entre os perfumes da mata, o odor de si própria o cheiro bom de mulher moça que se exalava do busto.
Sentou-se, cruzou as pernas, desatou os cordões dos borzeguins Clark, tirou as meias, afagou corrente, demoradamente, os pezinhos os breves em que se estampara tecido fino do fio de Escócia. Ergueu-se, saltou das anáguas, retorceu-se um pouco, deixou cair a camisa. A cambraia achatou-se em dobras moles, envolvendo-lhe os pés.
Era uma formosa mulher.
Moreno-clara, alta, muito bem lançada, tinha braços e pernas roliças, musculosas, punhos e tornozelos finos, mãos e pés aristocraticamente perfeitos, terminados por unhas róseas, muito polidas. Por sob os seios rijos, protraídos, afinava-se o corpo na cintura para alargar-se em uns quadris amplos, para arredondar-se de leve em um ventre firme, ensombrado inferiormente por velo escuro abundantíssimo. Os cabelos pretos com reflexões azulados caíam em franjinhas curtas sobre a testa indo frisar-se lascivamente na nuca. O pescoço era proporcionado, forte, a cabeça pequena, os olhos negros vivos, o nariz direito, os lábios rubros, os dentes alvíssimos, na face esquerda tinha um sinalzinho de nascença, uma pintinha muito escura, muito redonda.
Lenita contemplava-se com amor-próprio satisfeito, embevecida, louca de sua carne. Olhou-se, olhou para o lago, olhou para a selva, como reunindo tudo para formar um quadro, uma síntese.
Acocorou-se faceiramente, assentou a nádega direita sobre o joelho esquerdo erguido, lembrando, reproduzindo a posição conhecida da estátua de Salon, da Venus Accroupie.
Esteve, esteve assim muito tempo: de repente deu um salto, atufou-se na água, surgiu, começou a nadar.
O lago era profundo, mas estreito. Lenita ia e vinha, de uma margem para a outra, do paredão ao açude, do açude ao paredão. Passava por sob o jorro e dava gritos de prazer e de susto ao choque duro da massa líquida sobre o seu dorso acetinado.
Virava de costas e deixava-se boiar, com as pernas estendidas, com o ventre para o céu, com os braços alargados, movendo as mãos abertas, vagarosamente, por baixo da água.
Voltava-se e recomeçava a nadar, rápida como uma flecha.
Um calafrio avisou-a de que era tempo de sair da água.
Saiu com o corpo arrepiado, gélido, a tiritar. Quedou-se ao sol, em uma aberta, esperando a reação do calor, soltando, torcendo, sacudindo os cabelos. De seu corpo desprendia-se um vaporzinho sutil, uma aura tênue, que a envolvia toda.

## Grande polêmica
A Carne despertou grande debate. Muitos fizeram-se críticos de seu teor, como José Veríssimo e Alfredo Pujol – mas nenhum deles com a veemência do artigo "A Carniça", escrita num grande jornal pelo padre José Joaquim de Sena Freitas.
Inimigo do clero, além de vaidoso e iconoclasta, o autor aceitou a provocação, respondendo com o artigo "O Urubu Sena Freitas", gerando tão acirrado debate no meio impresso que, em 1934, suas respostas foram reunidas em um volume, e publicado pela Edições Cultura Brasileira.
Sobre sua postura, declarou:
"Das polêmicas que tenho ferido nem uma só foi provocada por mim: eu não sei atacar, eu só sei defender-me, eu só sei vingar-me."
Mas nem todas as críticas foram negativas. Germano Hasslocher, em resenha publicada na Gazeta da Tarde de 6 de setembro de 1888, considera-o "o melhor romance brasileiro que até hoje existe". "A Carne é [...] o único romance naturalista brasileiro que possuímos. Como tal pode ser classificado entre as melhores obras da escola ao lado das quais ocupará lugar notável."